# Aegerten
Aegerten est une commune suisse du canton de Berne, située dans l'arrondissement administratif de Bienne.

## Géographie
Selon l'Office fédéral de la statistique, Aegerten mesure 2,16 km2. 29,2% de cette superficie correspond à des surfaces d'habitat ou d'infrastructure, 37,5% à des surfaces agricoles, 28,2% à des surfaces boisées et 5,1% à des surfaces improductives.
La commune est limitrophe de Studen, Jens, Port et Brügg.

## Démographie
Selon l'Office fédéral de la statistique, Aegerten possède 1 648 habitants en 2008. Sa densité de population atteint 762 hab./km².
Le graphique suivant résume l'évolution de la population d'Aegerten entre 1850 et 2008 :